# Lotus 70
Lotus 70 – samochód wyścigowy, zaprojektowany przez Martina Wade’a i skonstruowany przez Lotus Components. Uczestniczył w kategoriach Formuły 5000: Formule A (USA) i Formule Tasman (Oceania).

## Historia
We wczesnych latach istnienia Formuły 5000 uczestniczące w niej samochody Lotus wywodziły się głównie z modeli Formuły 1. W czerwcu 1969 roku Colin Chapman zlecił Martinowi Wade'owi zaprojektowanie modelu zaprojektowanego specjalnie dla Formuły 5000 – 68. Samochód ten dysponował klinowatym kształtem, popularnym ówcześnie w Formule 1 i Formule 2. Rozstaw osi pochodził z Lotusa 49B. Silnik i skrzynia biegów były integralnym elementem struktury samochodu.
Do produkcji model wszedł pod nazwą Lotus 70 i był sprzedawany jako przystosowany do pięciolitrowych silników Ford BOSS lub Chevrolet 302, przy czym fabryczny zespół Lotusa korzystał z przygotowanych przez Shelby'ego silników Forda, a klienci wybierali raczej jednostki Chevrolet. Debiut w Formule A planowany był na Riverside. Jednakże przedłużające się testy w Wielkiej Brytanii z udziałem Emersona Fittipaldiego, podczas których wystąpiły problemy z chłodzeniem (chłodnicę postanowiono przełożyć do nosa samochodu), opóźniły debiut. Lotus 70 zadebiutował podczas eliminacji na torze Sebring, w której Lotusem rywalizował Mario Andretti. Andretti prowadził w wyścigu, ale silnik w jego samochodzie zepsuł się po 12 okrążeniach.
W 1970 roku kierowcą samochodu był między innymi George Follmer, który wygrał dwa wyścigi. Samochód ścigał się do 1973 roku (od 1971 jako Lotus 70B). Uczestniczył też w wyścigach Formuły Tasman (1971), ustępując jednak McLarenom M10.
Zbudowano sześć egzemplarzy modelu, wliczając w to jeden przebudowany z prototypowego 68.